# Pete Sampras Tennis
Pete Sampras Tennis är ett TV-spel från 1994 till Sega Mega Drive och Sega Game Gear. 
Spelet har tre huvudsakliga spellägen, "challenge match", "tournament" och "world tour". Det finns flera olika banor runtom i världen man kan spela på och underlagen är grus, hard court och gräs. Spelet har många valbara tennisspelare, dock är Pete Sampras själv den enda verkliga. Varje tennisspelare har olika styrkor och svagheter i förhållande till serve, baslinjespel, nätspel och snabbhet. Man kan vara upp till fyra spelare i Pete Sampras Tennis.
Spelet fick två uppföljare, Sampras Tennis 96 och Pete Sampras Tennis 97. 